# 攻撃の限界点
攻撃の限界点（こうげきのげんかいてん）(英:culminating point of the offensive)とは攻撃によって得られる優勢の頂点を言う。クラウゼヴィッツの『戦争論』において提唱された。

## 概要
攻撃（ここでは敵領土への進攻など。厳密には攻勢に当たる）によって得られる物的・心的な戦果は一般的に逓増していくが、戦闘力は逓減していく。
この戦闘力の減衰には戦闘による損耗、後方連絡線の維持と防衛の負担、兵站基地との距離の増大などが挙げられる。すなわち攻撃側の優勢はある頂点を過ぎてからは逓減していき、いずれ攻防の優劣が交代することとなる。これは2次関数 y=x2 のグラフでも表すことができる。これが攻撃の限界点と呼ばれるものである。すなわち指揮官は攻撃側の優勢があるうちに講和などの手段で目的を達成する必要性があり、また攻防の優劣が交代した場合はすみやかに防御へと方式を転換しなければならない。
この原則は戦術レベルだけでなく、戦略レベルでの勝利の限界点にも通じるものである。